# Allocormodes kolbei
Allocormodes kolbei is een insect uit de familie van de vlinderhaften (Ascalaphidae), die tot de orde netvleugeligen (Neuroptera) behoort. 
Allocormodes kolbei is voor het eerst wetenschappelijk beschreven door Van der Weele in 1909.